# Веллерон
Веллерон (фр. Velleron) — коммуна во французском департаменте Воклюз региона Прованс — Альпы — Лазурный Берег. Относится к кантону Перн-ле-Фонтен.

## Географическое положение
Веллерон расположен в 18 км к востоку от Авиньона. Соседние коммуны: Перн-ле-Фонтен на севере, Ла-Рок-сюр-Перн и Ле-Босе на северо-востоке, Сома-де-Воклюз на юго-востоке, Л'Иль-сюр-ла-Сорг на юге, Ле-Тор на юго-западе.
Коммуна находится в центре исторической области Конта-Венессен, стоит на реке Сорг.

## Демография
Население коммуны на 2010 год составляло 2958 человек.
| 1962 | 1968 | 1975 | 1982 | 1990 | 1999 | 2010 |
| ---- | ---- | ---- | ---- | ---- | ---- | ---- |
| 1111 | 1134 | 1402 | 2054 | 2509 | 2832 | 2958 |

## Достопримечательности
- Средневековый замок де Крийон, построен на руинах замка XII века.
- Замок де Камби.
- Фонтан.
- Бывшая мукомольная мельница.
- Церковь Сен-Мишель.